# Gephyromantis enki
A Gephyromantis enki   a kétéltűek (Amphibia) osztályába és  a békák (Anura) rendjébe aranybékafélék (Mantellidae) családjába tartozó faj. 

## Előfordulása
Madagaszkár endemikus faja. A sziget délkeleti részén, a Ranomafana Nemzeti Park környékén, 650–1400 m-es tengerszint feletti magasságban honos.

## Nevének eredete
Nevét a sumer mitológia istenéről, Enkiről kapta. A név jelentése „a föld ura”.

## Megjelenése
Kis méretű Gephyromantis faj. A hímek testhossza 20–21 mm, a nőstényeké 21 mm. Hátán gyengén kidudorodó hosszanti bőrredők húzódnak. Hátának színe általában egységesen világosbarna. Felső ajka mentén folyamatos fehéres vagy sárgás csík húzódik. A hímeknek kétlebenyes hanghólyagja van, mely oldalt feketés színű.
Hasonló fajok: morfológiailag nagyon hasonlít a Gephyromantis eiselti és a Gephyromantis thelenae faj egyedeire, de a vizsgálatok szerint nincs közeli rokonságban velük.

## Természetvédelmi helyzete
A vörös lista a sebezhető fajok között tartja nyilván. Egy védett területen, a Ranomafana Nemzeti Parkban fordul elő. Képes az adaptációra, az erdőirtás valószínűleg kevésbé fenyegeti.